# Platja de Sant Antoni (Portlligat)
La platja de Sant Antoni és una platja del municipi de Cadaqués (Alt Empordà) situada a la badia de Portlligat, en un entorn urbanitzat, a pocs metres a l'est de la platja de Portlligat. Té una longitud de 66 m i una amplada mitjana de 14 m, formada per sorra gruixuda i pedres, amb un pendent d'entrada a l'aigua suau. Acostuma a haver-hi barques de pescadors varades a la sorra.
A l'extrem de llevant de la platja hi ha el Norai de Sant Antoni, anomenat també es piló de sa Quarentena, perquè aquí s'hi amarraven els vaixells quan hi havia epidèmies i s’hi havien d'estar uns dies abans de desembarcar.
Prop de la platja hi ha la Casa Gasch i la Casa Baccheli, ambdues incloses en l'Inventari del Patrimoni Arquitectònic de Catalunya.